# Noyal-sur-Vilaine
Noyal-sur-Vilaine è un comune francese di 5 311 abitanti situato nel dipartimento dell'Ille-et-Vilaine nella regione della Bretagna.

## Amministrazione

### Gemellaggi
Noyal-sur-Vilaine è gemellata con:
- Haigerloch, Germania, dal 1972

## Società

### Evoluzione demografica
Abitanti censiti